# Gulvklud
 For alternative betydninger, se Klud.
En gulvklud er en vævet stofklud beregnet til vask af gulve med vand og sæbe. Kluden er 40x40 cm eller større. Den bruges sammen med gulvspand med sæbevand og evt. en gulvskrubbe.

## Gulvvask med gulvskrubbe
En gulvskrubbe er en kost med korte, stive hår, der bruges til at skrubbe en gulvklud hen over gulvet, så føreren undgår
1. at kravle på gulvet
2. at hænderne kommer i kontakt med sæbevandet

Man skal dog stadig bukke sig ned og samle gulvkluden op, når den skal vrides op. Et alternativ er gulvmoppen, som man kan anvende uden at bukke sig ned og uden at komme i kontakt med sæbevandet.